# Универзитет у Бону
Универзитет у Бону, званично „Рајнски Фридрих Вилхелмов Универзитет у Бону”, основан је 1818. године и налази се у Бону. 

## Историјат
Основан је у садашњем облику као Rhein-Universität (енгл. Rhine University) 18. октобра 1818. од стране Фридриха Вилхелма III као линеарни наследник Kurkölnische Akademie Bonn (енгл. Academy of the Prince-elector of Cologne) која је основана 1777. године. Универзитет у Бону нуди многе дипломске и постдипломске програме у низу предмета и има 544 професора. Члан је немачке У15 асоцијације великих универзитета са интензивним истраживањем у Немачкој и има титулу „Универзитет изврсности” у оквиру Немачке иницијативе за изврсност универзитета. Бон има шест кластера изврсности, највише од свих немачких универзитета, Хаусдорф центар за математику, кластер Материја и светлост за квантно рачунарство, Бонски центар за студије зависности и ропства, PhenoRob: Истраживање будућности биљне производње, кластер имунолошког сензорног система и ECONtribute: Тржишта и јавне политике. Универзитетска и државна библиотека у Бону је централна универзитетска и архивска библиотека. До октобра 2020, међу његовим истакнутим бившим студентима, наставницима и истраживачима, је било једанаест добитника Нобелове награде, пет Филдсових медаља, дванаест добитника Готфрид Вилхелм Лајбниц награде као и неки од најдаровитијих умова у природним наукама као што су Фридрих Кекуле, Хајнрих Рудолф Херц и Јустус фон Либиг, еминентни математичари као што су Карл Вајерштрас, Феликс Клајн, Фридрих Хирцебрух и Феликс Хаусдорф, филозофи као што су Фридрих Ниче, Карл Маркс и Јирген Хабермас, песници и писци као што су Хајнрих Хајне, Паул Хајзе и Томас Ман, сликари попут Макса Ернста, политички теоретичари као што су Карл Шмит и Ото Кирхајмер, државници попут Конрада Аденауера и Роберта Шумана, економисти попут Валтера Еукена, Фердинанда Тонијеса и Јозефа Шумпетера, као и Алберт од Сакс-Кобурга и Гота, Папа Бенедикт XVI и Вилхелм II од Немачке.